# Фригана

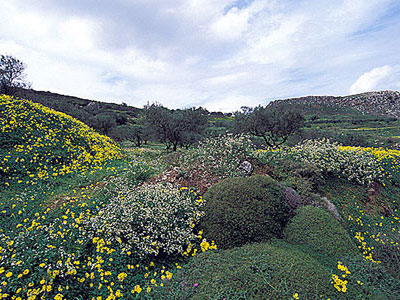
Фригана на востоке Крита

Фрига́на (греч. φρύγανα от др.-греч. φρύγανον — хворост) — тип растительности, представляющий собой заросли низкорослых, часто подушковидных ксероморфных кустарников и полукустарников с участием трав, среди которых много эфемеров, распространённый в Восточном Средиземноморье и на Ближнем Востоке. Аналогична гариге Южной Франции и маквису Испании. Сообщества фриганы — плотно сомкнутые низкие, часто подушковидные, заросли. Характерны растения, содержащие большое количество эфирных масел (яснотковые (губоцветные), ладанниковые, рутовые, виды полыни); некоторые ядовитые (виды молочая) и колючие (астровые (сложноцветные), виды астрагала и другие). К фригане близка растительность «нагорных ксерофитов» Кавказа (главным образом в Дагестане и Армении) и Средней Азии (Копет-Даг и другие).